# Mitracarpus haitiensis
Mitracarpus haitiensis är en måreväxtart som beskrevs av Ignatz Urban. Mitracarpus haitiensis ingår i släktet Mitracarpus och familjen måreväxter.
Artens utbredningsområde är Haiti. Inga underarter finns listade i Catalogue of Life.